# It Must Be Love
It Must Be Love è un brano musicale del 1971 scritto e originariamente interpretato dal musicista britannico Labi Siffre. Il brano è incluso nel suo album Crying Laughing Loving Lying (1972).

## Versione dei Madness
Il brano è stato inciso come cover e pubblicato come singolo nel 1981 dal gruppo musicale britannico Madness. Esso appare nella raccolta del gruppo intitolato Complete Madness.
Questa versione dei Madness è udibile nel film Due metri di allergia (1989).

### Tracce
- 7"

1. It Must Be Love – 3:19
2. Shadow on the House – 3:20

## Altre versioni
- La cantante australiana Kate Ceberano ha inciso il brano nel suo album del 2007 Nine Lime Avenue.
- Nella compilation Radio 1: Established 1967 stilata dalla BBC Radio 1 e uscita nel 2007 vi è una versione del brano interpretata dal cantante scozzese Paolo Nutini.